# Jack Steinberger
Jack Steinberger, nascido Hans Jakob Steinberger, (Bad Kissingen, 25 de maio de 1921 – 12 de dezembro de 2020) foi um físico estadunidense nascido na Alemanha.
Recebeu o Nobel de Física de 1988, juntamente com Leon Max Lederman e Melvin Schwartz, por terem desenvolvido um método para produzir feixes de neutrinos, o que levou à descoberta de uma segunda espécie dessa partícula: o neutrino do múon. Esses experimentos foram realizados na Universidade de Columbia no início da década de 1960. Em 1968 transferiu-se para o CERN, onde trabalhou em inúmeras experiências sobre neutrinos.
Morreu em 12 de dezembro de 2020, aos 99 anos.